# Caldas de São Jorge
Pour les articles homonymes, voir Caldas (homonymie) et São Jorge.
Caldas de São Jorge est une ancienne paroisse civile portugaise (en portugais : freguesia) de la municipalité de Santa Maria da Feira dans le district d'Aveiro.
La loi no 11-A/2013 du 28 janvier 2013, portant réorganisation administrative du territoire des freguesias, fusionne Caldas de São Jorge avec la paroisse voisine de Pigeiros pour former l’União das freguesias de Caldas de São Jorge e Pigeiros (dont le siège est à Caldas de São Jorge).